# Rigas byvåben
Rigas våbenskjold er våbenskjoldet for Letlands hovedstad Riga. Der findes både et lille og et stort. Det har haft sin nutidige form siden 1988. Det nuværende skjold er en genindførelse af skjoldet fra 1925.

## Historie
De ældste skildringer af Rigas våbenskjold findes på seglet i perioden 1225-26 og 1330-40. Allerede der findes de vigtigste heraldiske elementer, som det nuværende skjold indeholder. Heriblandt den åbne byport, som symboliserer byens i middelalderen erklærede åbenhed og selvstændighed. Rigas bystyre blev i 1201 anerkendt af Biskop Albert (korsstaven står sandsynligvis for biskoppens magt over byen). De krydsede nøgler står for byens skytshelgen, St. Pētera. Tillige handler det om nøglen til himmelen, som beskrevet i bibelen: "Jeg vil give dig himmerigets nøgle". I den øverste del af seglet befandt sig yderligere et biskopscepter fra den Tyske Ordens kors, idet byen var underlagt denne. Tilføjet blev desuden hurtigt løven i døren, der står for rigaboernes forsvarsberedthed.
- 1225
Segl
- 1349
Segl
- 1368
Segl

I 1554 blev løverne tilføjet som nye heraldiske elementer og blev påført skjoldet som bærere. At disse skulle symbolisere afhængigheden af Sverige er usandt, da byen først i 1621 blev erobret af dette kongerige. I 1656 erhvervede byen desuden retten til at afbilde den svenske konges krone. Dette var en belønning for den heroiske indsats, byen havde ydet under den russiske belejring af Riga.
- Stort våben
- 1586
Mønt

I begyndelsen af det 18. århundrede overtog russerne trods modstand magten, og byen var fra 1710 underlagt zar Peter den Store. Russerne ændrede derpå tegnene i våbnet – skjoldbæreren blev den delte tvehovedede ørn som på det russiske våben. Sådan forblev det indtil det 20. århundrede. I 1918 blev Letland uafhængig, og i 1923 blev ørnen igen erstattet af løverne.
- 1723
Våben
- 1788
Våben
- 1904
Våben

I 1925 blev det ændrede våben officielt anerkendt, men allerede i 1940 blev det gjort uvirksomt, idet byen nu var under sovjetisk styre, der generelt ikke tillagde et byvåben nogen betydning. Først i 1967 fik Riga igen et våben, som dog sammenlignet med den tidligere version var forandret. Således blev frem for alt den Tyske Ordens kors erstattet af Sovjetunionens røde stjerne i udformningsforslagene. I stedet for løven i porten blev årstallet for byens grundlæggelse (1201) indskrevet. Derudover svarede farverne til farverne i det lettiske flag under sovjetstyret. Våbnet på denne tid stemte i denne udformning absolut ikke overens med de strenge heraldiske regler.
- 1968
- 1987
Forslag
- 1988
Forslag

I 1988, altså umiddelbart før den endegyldige uafhængighed i august 1991, blev våbnet fra 1925 genindført.
- 1990
Lille våben
officiel fremstilling
- 1990
Stort Våben
officiel fremstilling

## Fodnoter
1. ↑  International Civic Heraldry: www.ngw.nl
2. ↑  Siehe: Matthäus 16, Vers 19 (tysk)
3. ↑  Også i dag er løven et svensk nationalsymbol og befinder sig også under det svenske våbenskjold som bærer. Se: Svenske våben fra 1600
4. ↑  Se: Det lettiske flag under USSR
5. ↑  Die Blasoneringen fra 1925 beskriver våbenet som følger: Sudraba laukā sarkans ķieģeļu mūris ar diviem torņiem un paceltiem vārtiem, kuros zelta lauvas galva, vairoga augšdaļā starp torņiem zem zelta kroņa zelta ķetnu krusts un divas sakrustotas melnas atslēgas. Vairoga turētāji ir uz stilizētas akanta lapu balstītas pelēkas dzegas stāvoši divi zelta lauvas ar sarkanām mēlēm un atpakaļ grieztu galvu. (Oversættelse: På sølv grund en bymur af røde sten med to tårne og åben port hvori ses et gyldent løvehoved. Øverst i skjoldet mellem de to tårne ses en gylden krone over et gyldent kors og korslagte sorte nøgler. Skjoldholdere: stående på en grå piedestal, to gyldne løver med røde tunger og hovederne bortvendt fra skjoldet. Undersiden af piedestalen dekoreret med stiliseret bladværk.)
6. ↑  Modsat den officielle tid indikerer www.ngw.nl, at Riga først i 1990 fik indført det nye våben og også at byen under den russiske okkupation ikke havde et selvstændigt våben.